# Dr. Drer & CRC posse
I CRC posse o Dr. Drer & CRC posse sono un gruppo musicale sardo in attività dal 1991 e son considerati una delle più antiche posse nello stato italiano, nonché artisti di spicco del panorama sardo.

## Storia dei Dr. Drer & CRC posse
Cagliaritani, sono tra i gruppi musicali sardi più conosciuti per l'utilizzo della lingua sarda. La loro musica è un mix di rap, reggae e sonorità tradizionali sarde. Originariamente la band è formata da i tre rapper Michele Atzori , Mauro Mou e Silvestro Ziccardi e il Dj (Alessandro Pintus, in arte Alex P). Molto attivi nella prima metà degli anni 90 in Sardegna tra feste, concerti e sound system durante manifestazioni di piazza, hanno avuto qualche anno di pausa tra il '96 ed il '98. Successivamente è Michele, che prendendo il nome Dr. Drer da solista insieme ad Alex P, riprende l'attività realizzando un'auto-produzione, Ajò!. La band si ricompone nel 2001 in uno storico concerto all'Università di Cagliari insieme ai Ratapignata per finanziare il viaggio a Genova dei manifestanti cagliaritani al G8.
Dopo un secondo CD Sega Sa Cadena, auto-prodotto in duemila copie ed auto-distribuito, la band cambia formazione nel 2008: Silvestro esce dalla band ed entrano Giorgia Loi, già cantante nei Tanca Ruja e negli Andhira, e Giovanni Siccardi alla voce, con esperienze hardcore e combat folk da batterista, e Riccardo Dessì (noto Frichi) come bassista elettrico.
La band, con una formazione ed un live rinnovato, produce due CD (In Sa Terra Mia nel 2010 e Cosa Bella Frisca nel 2012), partecipando a diversi festival, e collaborando con parecchi musicisti, sardi e non. Tra i più noti gli Assalti Frontali nella canzone Pulima ed Enzo Saporito dei Kenze Neke nella canzone In Sa Terra Mia. Il disco del 2012 invece si caratterizza sia per alcune parti di poesia estemporanea sarda ("su mutetu") sia per i contributi di musicisti della tradizione isolana: Francesco Capuzzi, inventore delle "elettroneddas" (launeddas elettroniche), Mondo Usai (costruttore e re-inventore di strumenti tradizionali sardi), il giovane Andrea Pisu, affermato suonatore di launeddas, Tore Agus, fisarmonicista tradizionale.
Sebbene da sempre auto-prodotti, si son fatti conoscere in Italia e all'estero, vincendo il SUNS festival della canzone in lingua minoritaria di Udine nel settembre 2009 e il LIET Festival Europeo di Musica nelle Lingue Minoritarie nell'Ottobre 2009.
Nel febbraio 2013 con il brano Casteddu 43 realizzano la sigla del documentario Rai Cagliari 1943. Quando scappavamo col cappotto sul pigiama.
Nell'agosto 2013 partecipano al tour Abbacua, sui temi dell'acqua, con Papet J dei Massilia Sound System.
Nell'aprile 2017 esce il cd Cabudanni, che viene trasmesso in oltre 40 radio in ben 15 paesi in tre continenti.
Nell'estate 2018 esce il pezzo Eja, con relativo video realizzato da Enrico Madau.
Nell'autunno 2019 esce il pezzo Generale, con la collaborazione di Gionata Mirai (Teatro degli Orrori), e con videoclip realizzato da Alberto Badas

## Formazione
- Dr. Drer (testi, voce)
- Alex P. (computer, sintetizzatori, scratch)
- Riccardo "Frichi" Dessì (basso, voce)
- Giorgia Loi (voce)
- Mauro Mou (voce)
- Giuanni Siccardi (voce)

## Discografia

### Album di studio
- 1993 Love and Peace de Casteddu
- 1999 AJÒ!
- 2005 Sega Sa Cadena
- 2010 In sa terra mia
- 2012 Cosa bella frisca
- 2017 Cabudanni
- 2018 Su Mellus (compilation)